# Hibbertia lucens
Hibbertia lucens är en tvåhjärtbladig växtart som beskrevs av Adolphe-Théodore Brongniart och Gris. Hibbertia lucens ingår i släktet Hibbertia och familjen Dilleniaceae. Inga underarter finns listade i Catalogue of Life.